# Anthodiscus obovatus
Anthodiscus obovatus é uma planta nativa da Amazônia do Brasil (Amazonas), da Colômbia e da Venezuela.